# Захаев, Лечи
Лечи Захаев — советский хозяйственный, государственный и политический деятель.

## Биография
Родился в 1936 году в селе Ачхой-Мартан. Член КПСС.
С 1952 года — на хозяйственной, общественной и политической работе. В 1952—1993 гг. — колхозник колхоза «Победа» Тельманского района Карагандинской области Казахской ССР, тракторист, звеньевой кукурузоводческого звена, начальник механизированного отряда совхоза «Лермонтовский» Ачхой-Мартановского района Чечено-Ингушской АССР.
Указами Президиума Верховного Совета СССР от 23 декабря 1976 года и от 13 марта 1981 года награждён орденами Трудовой Славы 3-й и 2-й степеней.
Указом Президиума Верховного Совета СССР от 29 августа 1986 года награждён орденом Трудовой Славы 1-й степени.
Избирался народным депутатом СССР от Ачхой-Мартановского национально-территориального избирательного округа № 673 Чечено-Ингушской АССР.
Жил в селе Ачхой-Мартан.

## Награды
- Орден Ленина (8.04.1971);
- Орден Октябрьской Революции (7.12.1973);
- Орден Трудового Красного Знамени (23.06.1966);
- Орден Трудовой Славы 1-й (28.08.1986), 2-й (13.03.1981) и 3-й (23.12.1976) степеней;
- Медали.